# UN-Konvention zur Beseitigung jeder Form von Diskriminierung der Frau

Teilnahme
unterzeichnet und ratifiziert
Beitritt oder Rechtsnachfolge
nicht anerkannter Staat nach Vertrag
nur unterzeichnet
nicht unterzeichnet

Das Übereinkommen zur Beseitigung jeder Form von Diskriminierung der Frau, kurz „Frauenrechtskonvention“, englisch Convention on the Elimination of All Forms of Discrimination Against Women (CEDAW), ist ein internationales Übereinkommen der Vereinten Nationen zu Frauenrechten. Es wurde am 18. Dezember 1979 von der UN-Generalversammlung verabschiedet und trat am 3. September 1981 in Kraft.
Diese Konvention wurde vor allem auf Initiative von Frauenorganisationen aus Afrika, Lateinamerika und Asien hin verabschiedet; viele von ihnen kamen aus Postkonfliktländern und hatten sich in anti-kolonialen Kämpfen formiert. Mit der Verabschiedung der CEDAW-Konvention bekundete die internationale Staatengemeinschaft ihren Willen, dem Motto der laufenden UN-Frauendekade (1975–1985) „Gleichheit, Entwicklung und Frieden“ in einer völkerrechtlich verbindlichen Erklärung Ausdruck zu verleihen.
Bisher haben 189 Staaten das Übereinkommen ratifiziert, darunter auch die Nicht-UN-Mitgliedsstaaten Cookinseln und Palästina. Nicht unterschrieben haben bzw. beigetreten sind der Vatikan, die Islamische Republik Iran, Somalia, der Sudan, Niue und Tonga. Die USA und Palau haben unterschrieben, aber noch nicht ratifiziert. Die große Zahl der Unterzeichner-Staaten darf aber nicht darüber hinwegtäuschen, dass es eine immense Zahl an Vorbehalten (reservations) gibt, somit nicht alle unterzeichneten Staaten sich zu allen Artikeln des Übereinkommens verpflichten.

## Teilnahme
Die Bundesrepublik Deutschland trat dem Abkommen 1985 bei, jedoch nur unter dem Vorbehalt, den Art. 7 lit. b des Abkommens nicht anzuwenden, soweit er im Konflikt mit Art. 12a Abs. 4 S. 2 GG stehe. Die Deutsche Demokratische Republik unterzeichnete das Abkommen bereits 1980 und ratifizierte es 1981. Deutschland ratifizierte das Fakultativprotokoll 2001.

## Definitionen und Inhalte
Zur Zeit der Verabschiedung der Konvention gab es Kontroversen zwischen Frauenrechtlerinnen; Vertreterinnen aus Lateinamerika oder Afrika waren insbesondere an der Friedensentwicklung in den eigenen Ländern interessiert und warfen Frauenrechtlerinnen aus den USA und Westeuropa vor, sich zu sehr auf emanzipatorische Rechte, wie etwa das Recht auf Schwangerschaftsabbruch, zu konzentrieren. Diese Meinungsverschiedenheiten spiegeln sich auch in der Präambel der Konvention wider, die unterschiedliche Lesarten zur Rolle von Frauen in Familie, Gesellschaft und Politik zuließ.
Die „Diskriminierung der Frau“ wird in der Konvention wie folgt definiert:

„jede mit dem Geschlecht begründete Unterscheidung, Ausschließung oder Beschränkung, die zur Folge oder zum Ziel hat, dass die auf die Gleichberechtigung von Mann und Frau gegründete Anerkennung, Inanspruchnahme oder Ausübung der Menschenrechte und Grundfreiheiten durch die Frau – ungeachtet ihres Familienstands – im politischen, wirtschaftlichen, sozialen, kulturellen, staatsbürgerlichen oder jedem sonstigen Bereich beeinträchtigt oder vereitelt wird“

Die Vertragsstaaten verurteilen jede Form von Diskriminierung der Frau. Sie kommen überein, mit allen geeigneten Mitteln unverzüglich eine Politik zur Beseitigung der Diskriminierung der Frau zu verfolgen (Artikel 2). Als Maßnahmen werden neben entsprechenden Gesetzes- und Schutzmechanismen auch Tribunale und öffentliche Institutionen genannt. Sondermaßnahmen zum Mutterschutz gelten dabei nicht als Diskriminierung (Artikel 4 Abs. 2).
Zwar waren Frauen schon durch die Allgemeine Erklärung der Menschenrechte vor Diskriminierung durch das Geschlecht geschützt, doch CEDAW ging noch weiter, indem es die Verantwortlichkeit der Vertragsstaaten für Rechtsverletzungen auf nicht-staatliche Akteure erweiterte. Dies stellt einen großen Fortschritt dar, da Diskriminierungen und Rechtsverletzungen an Frauen meist nicht von staatlicher Seite erfolgen, sondern sich in der „Privatsphäre“ abspielen. Ein weiterer Fortschritt war das konkrete Aktionsprogramm, das die Vertragsstaaten zur Durchführung von Maßnahmen verpflichtet, die nicht nur die rechtliche (de jure), sondern auch die tatsächliche (de facto) Gleichberechtigung von Frau und Mann herbeiführen sollen.

## Der Sachverständigenausschuss
Der UN-Ausschuss für die Beseitigung der Diskriminierung der Frau (CEDAW: Committee on the Elimination of Discrimination against Women) besteht aus 23 Experten aus unterschiedlichen UN-Mitgliedsstaaten. Dieser Sachverständigenausschuss hat das Ziel, die Einhaltung der Konvention zu überwachen. Dazu trifft er sich zweimal im Jahr und prüft die Berichte, die die unterzeichneten Staaten alle vier Jahre abzugeben haben.

## Das Zusatzprotokoll (Fakultativprotokoll)
Das Fakultativprotokoll vom 6. Oktober 1999 zum Übereinkommen zur Beseitigung jeder Form von Diskriminierung der Frau (BGBl. 2001 II S. 1237, 1238) beschreibt Verfahren, durch die einzelne Frauen oder Gruppen nationale Rechtsverletzungen bezüglich CEDAW direkt an das Komitee berichten können („Mitteilungen“ respektive Communications genannt). Bis Oktober 2016 hatten 108 Staaten das Protokoll ratifiziert. Darunter befinden sich alle deutschsprachigen Staaten.
Unter den ersten Fällen, die das Komitee zu beurteilen hatten, waren im Jahr 2007 auch zwei Beschwerden wegen Gewalt gegen Frauen in Österreich.

## Umsetzung

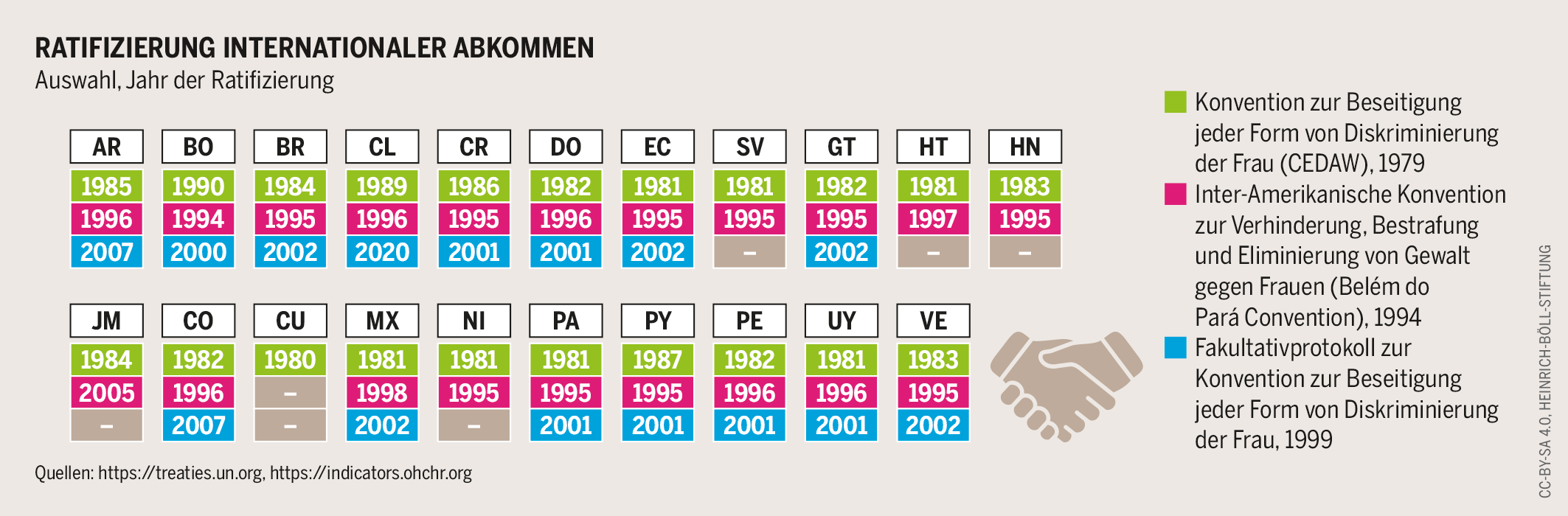
Infografik der Heinrich-Böll-Stiftung zur Ratifizierung internationaler CEDAW-Verträge in Latein-Amerika 1979, 1994 und 1999

Alle vier Jahre müssen die Vertragsstaaten einen Bericht über die von der Regierung verfolgte Gleichstellungspolitik vorlegen, der von Nichtregierungsorganisationen durch sogenannte Schattenberichte ergänzt wird.
Die Vorgaben des Übereinkommens entfalten jedoch auch unabhängig von der Berichterstattung und den Mitteilungen an den UN-Ausschuss durch Private Wirkungen, nämlich insbesondere dann, wenn sich nationale Gerichte auf CEDAW beziehen und den Gesetzgeber in die Pflicht nehmen. So hielt das Schweizerische Bundesgericht in seinem Urteil vom 21. November 2011 (BGE 137 I 305) in Erw. 6.6 fest, „dass alle Ebenen des Staates, d. h. nicht nur der Bund, sondern auch alle Kantone, verpflichtet sind, die Konvention umzusetzen und hierfür die geeigneten organisatorische Vorkehrungen zu treffen“. Das Bundesgericht folgerte daraus, dass Bund und Kantone „über Stellen mit den notwendigen Fachkenntnissen, Kompetenzen und Ressourcen verfügen [müssen], um die von der Konvention verlangte Aufgabe wirksam wahrnehmen zu können.“ Entsprechend bejahte das Bundesgericht eine Pflicht des Kantons Zug, einen Ersatz für die bisherige (durch Beschluss des kantonalen Parlaments faktisch aufgehobene) Kommission für die Chancengleichheit von Frau und Mann vorzusehen. Das Bundesgericht schrieb dem Kanton Zug jedoch nicht vor, welche institutionellen Maßnahmen er zu ergreifen hatte (Kommission, Fachstelle etc.).
Im liechtensteinischen Gesetz über den Staatsgerichtshof (StGHG) wird ausdrücklich festgehalten (siehe Art. 15 StGHG), dass gegen Verletzungen der CEDAW in gleicher Art und Weise Beschwerde geführt werden kann wie gegen die Verletzung verfassungsmässiger Rechte.
Mehrere islamische Staaten haben die Konvention nur unter Vorbehalt ratifiziert. So behält sich das Königreich Saudi-Arabien die Nichtbeachtung der Konvention vor, wo sie mit den Normen islamischen Rechts im Widerspruch steht.

## Kritik
CEDAW ist von Drittweltländern kritisiert worden. Diese behaupteten, die Konvention vertrete liberale westliche und europäische Werte; diese würden nichteuropäischen und nichtwestlichen Kulturen und politischen Verhältnissen nicht gerecht. Die Berichte würden sich auf Drittweltländer konzentrieren und stellten nichtwestliche Kulturen und ihre Traditionen in der Regel negativ dar. Frauen-NGOs aus Drittweltländern bekräftigen immer wieder, dass Menschenrechte und Frauenrechte weltweit gelten.
Islamische Staaten haben behauptet, CEDAW sei eine Konvention, die nur auf westlichen Kulturen basiere. Es gebe Widersprüche zwischen der Scharia und Artikel 1 der Konvention.
Einige christlich-konservative westliche NGOs haben CEDAW kritisiert wegen einer angeblich negativen Einstellung zu Religion. CEDAW habe eine negative Haltung zu Familienarbeit, traditionellen Familien und der Erziehung von Kindern in der Familie.
Konservative christliche Gruppen haben behauptet, CEDAW würde für das Recht auf Schwangerschaftsabbruch eintreten. Dieses wird in der Konvention nicht direkt stipuliert. Der CEDAW-Ausschuss hat immer wieder Länder kritisiert, die den Zugang zum Schwangerschaftsabbruch in Fällen der Gefährdung des Lebens oder der Gesundheit der Schwangeren oder nach Vergewaltigung nicht gewährleisten und damit das Recht auf Leben und Gesundheit der Schwangeren verletzten.
Andere Stimmen haben kritisiert, dass keine Sanktionsmöglichkeiten vorgesehen sind und dass dem Frauenkonventionsausschuss weniger Gelder als anderen UN-Menschenrechtsorganen zur Verfügung gestellt wurde. Die Bearbeitungszeit sei sehr lang, und viele Staaten kämen ihrer Berichtspflicht nicht nach. Ferner sei der Ausschuss formal nicht ermächtigt, Informationen von Nichtregierungsorganisationen zu nutzen.